# 부령군 (대한민국)
부령군(富寧郡)은 대한민국 함경북도에 있는 대한민국의 군이다. 이북5도위원회가 관리하는 명목상의 행정 구역이다. 면적은 1,900.67km2이며, 8개 면, 53개 동으로 구성되어 있다. 군청소재지는 부령면 부령동이다.

## 행정 구역
| 읍면           | 면적(km2) | 동 숫자 | 동(洞)                                                                                         |
| -------------- | --------- | ------- | ---------------------------------------------------------------------------------------------- |
| 부령면(富寧面) | 396.07    | 7       | 부령(富寧) 형제(兄弟) 허통(虛通) 다갈(多葛) 최현(最賢) 백사(白沙) 유평(柳坪)                   |
| 관해면(觀海面) | 180.05    | 7       | 소청(素淸) 신흥(新興) 나석(羅石) 구룡(九龍) 서리(西里) 이진(梨津) 산진(山津)                   |
| 부거면(富居面) | 365.10    | 9       | 부거(富居) 횡병(橫兵) 판장(坂長) 청산(靑山) 독(篤) 쌍포(雙浦) 마전(麻田) 용저(龍渚) 사구(沙口) |
| 삼해면(三海面) | 85.20     | 7       | 수평(水坪) 내포(內浦) 가진(加津) 농운(農雲) 남랑(南浪) 노창(蘆倉) 사진(沙津)                   |
| 서상면(西上面) | 483.05    | 7       | 무릉(武陵) 무수(舞袖) 차령(車嶺) 창평(蒼坪) 양현(兩峴) 마양(馬養) 천중(天仲)                   |
| 석막면(石幕面) | 161.50    | 5       | 수원(水源) 사하(沙河) 황만(黃萬) 금강(金降) 장흥(章興)                                         |
| 연천면(連川面) | 142.50    | 7       | 연진(連津) 불옹(佛翁) 여운(如雲) 안진(安津) 창평(蒼坪) 기승(碁勝) 교원(橋院)                   |
| 청암면(靑巖面) | 87.20     | 3       | 토막(土幕) 서수라(西水羅) 도(道)                                                               |

## 참고 문헌
- “함경북도 시군 소개”. 이북5도위원회.
- “함경북도 기구 및 정원”. 이북5도위원회.

## 같이 보기
- 부령군